# جان رامجون ريتشاردز
الدكتورة جان رامجون ريتشاردز (ولدت عام 1936) هي أول طبيبة تريندادية هي زوجة رئيس ترينداد وسيدة ترينداد وتوباغو الأولى من عام 2003 وحتى عام 2013. ولدت في سان فرناندو وتلقت تعليمها في مدرسة ناباريما الثانوية للبنات وفي كلية ناباريما قبل أن تلحق بكلية الطب في إيرلندا. تزوجت الرئيس السابق لترينيداد جورج ماكسويل ريتشاردز ولديها طفلين وهي قريبة الرئيس السابق لترينيداد نور حسن علي والبطل الألومبي ماني رامجون. 
بالأضافة إلى مسؤلياتها بصفتها زوجة الرئيس عملت الدكتورة رامجون ريتشاردز بوظيفة طبيبة تخدير في مستشفى جبل الأمل للولادة في تشامس فلورس في ترينداد، و هو المشفى الذي تدربت فيه منذ افتتاحه عام 1980.